# M18 57 mm Recoilless Rifle

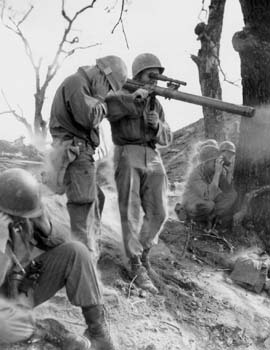
Soldato armato con un M18 in Corea nel 1951.

L’M18 Recoilless Rifle era un fucile senza rinculo anticarro da spalla da 57 mm in uso presso le forze americane durante la Seconda guerra mondiale e la Guerra di Corea. I cannoni senza rinculo sono armi in grado di sparare proiettili d'artiglieria a velocità ridotte (paragonabili a quelle dei cannoni) ma con un grado di precisione pari a quello di un'arma da spalla. L'M18 era un'arma da spalla a colpo singolo, operata da una squadra di due uomini. Era utilizzabile in ruoli anticarro e antiuomo indistintamente. La posizione di sparo che garantiva maggiore precisione era quella che sfruttava il treppiede per la mitragliatrice Browning M1917.

## Origine e sviluppo
Durante la Seconda guerra mondiale, i progettisti di artiglieria stavano lavorando ad un cannone da spalla senza rinculo da 105 mm basato sul tedesco 10,5 cm Leichtgeschütz 40. Nello stesso momento, due ricercatori (Kroger e Musser) erano al lavoro come freelancer su un fucile senza rinculo da 57 mm. Per la loro arma, i due ingegneri introdussero proiettili con scanalature sagomate così che il colpo potesse facilmente adattarsi alla rigatura della canna dell'arma. Nonostante molti continuino a sostenere che il fucile americano fosse stato il primo ad usare proiettili sagomati, i tedeschi avevano già tentato tale strada durante la prima guerra mondiale con il loro Paris Gun. Solo in seguito si notò che la sagomatura dei colpi non forniva alcun vantaggio effettivo, motivo per cui vennero eliminate. La convinzione era che la sagomatura avrebbe ridotto l'attrito durante lo sparo, permettendo ad un maggiore quantitativo di gas di essere usato per spingere il colpo (e quindi una minore quantità avrebbe ridotto il rinculo dell'arma), raggiungendo così velocità alla volata superiori a quelle ottenute con i cannoni senza rinculo dello stesso periodo. La maggior parte dei cannoni senza rinculo del periodo avevano un rapporto tra le quantità di gas di 1 a 9: una parte veniva impiegata per sparare il proiettile, le altre 9 per ridurre (o annullare) il rinculo dell'arma.
Il Kromuskit (come venne chiamata la nuova arma, con un gioco di parole basato sui nomi dei progettisti) ottenne la designazione ufficiale di T15 e fu testato per la prima volta nel Novembre del 1943. L'arma si rivelò superiore al progetto per il 105 mm, che venne quindi cancellato. Nel tardo 1944, la designazione venne modificata in M18 57 mm Recoilless Rifle e l'arma (con il relativo munizionamento) entrò nella fase di produzione di massa. Nel primo periodo vennero prodotti due munizionamenti diversi per l'esercito:
- HEAT (high-explosive anti-tank).
- HE (high-explosive).

Per i primi mesi del 1945, la richiesta era di 2.000 armi con 800.000 munizioni..

## Servizio negli Stati Uniti

### Seconda guerra mondiale
I primi cinquanta esemplari vennero inviati alle truppe in Europa nel Marzo 1945. In seguito molti fucili furono destinati alle operazioni del Pacifico. La prima prova di fuoco in azione fu condotta dalla 17ª Aviotrasportata nei pressi di Essen in Germania. L'arma impressionò le truppe quando utilizzata con testate HEAT, ma si rivelò poco efficace nell'uso anticarro, in quanto si giunse ad un potere perforante non superiore a 63,5 mm (a 90°) di acciaio, contro i 120 mm nominale di un normale Bazooka M1A1, già insufficienti contro la corazzatura frontale di buona parte dei carri tedeschi dopo il 1943.
Nel Pacifico, il nuovo fucile da 57 mm riscosse un enorme successo come artiglieria portatile. Il primo utilizzo fu durante la conquista di Okinawa, il 9 giugno 1945, dove si dimostrò perfetto per eliminare le truppe imperiali giapponesi che trovavano facilmente punti di trinceramento nell'isola. L'unico problema reale dell'arma fu la costante mancanza di un numero sufficiente di munizioni.

### Guerra di Corea
Ogni compagnia americana in Corea fu dotata di tre fucili M18. I veterani della Corea hanno sempre elogiato l'efficacia dell'arma nel distruggere i nidi di mitragliatrici nemici. Nei ruoli anticarro, l'arma si dimostrò un fallimento pressoché totale, dato che il carro sovietico T-34 risultava molto difficile da perforare persino per il Bazooka M1A1 (come già detto ben più efficace del M18 nei ruoli anticarro). Il problema venne risolto solo con l'introduzione del nuovo M20 Super Bazooka con munizioni da 89 mm, abbastanza potente da perforare la corazzatura dei T-34 sovietici.

## Produzione e uso al di fuori degli Stati Uniti
Il fucile M18 venne copiato dalla Repubblica Popolare Cinese, che lo denominò Type 36. Furono gli americani a fornire alla Cina i progetti per l'arma. Fu proprio la Cina, nel 1963, a fornire l'arma all'NVA per combattere gli americani. L'arma cinese è in uso anche in Tanzania. Caso singolare, l'arma cinese può sparare sia le munizioni cinesi che quelle americani, mentre l'arma originale non è in grado di impiegare le munizioni cinesi.
Fino al 1984, il fucile M18 rimase in produzione su licenza in Brasile alla Hydroar di San Paolo.